# Conocybe alboradicans
Conocybe alboradicans är en svampart som tillhör divisionen basidiesvampar, och som beskrevs av Eef J.M. Arnolds. Conocybe alboradicans ingår i släktet Conocybe, och familjen Bolbitiaceae. Arten har ej påträffats i Sverige.